# Potele
José González de la Vieja, meglio conosciuto come Potele (Madrid, 1º gennaio 1947), è un ex calciatore spagnolo, di ruolo attaccante.

## Carriera
Potele ha giocato per tutta la sua carriera con la maglia del Rayo Vallecano, salvo trasferirsi al Toledo nella stagione 1978-1979 prima di ritirarsi.
È il miglior goleador della storia del Rayo Vallecano, insieme a Miguel Ángel Sánchez Muñoz con 67 reti; è altresì il quarto giocatore, al pari di Antonio Amaya, ad aver disputato più stagioni con i Franjirrojos.